# Alain Griset
Alain Griset (Faches-Thumesnil (Nord), 30 de maig de 1953) és un empresari i polític francès.
Des del 6 de juliol de 2020 és ministre delegat de Petites i mitjanes empreses (pimes) al govern Castex.

## Biografia
Alain Griset va néixer el 30 de maig de 1953, el seu pare era obrer metal·lúrgic i la seva mare va deixar de treballar després del naixement dels seus fills. Entra com a telefonista en una empresa de taxi amb 19 anys, després del seu fracàs al batxillerat, és treu el carnet de conduir i de taxi amb 21 anys. Crea la seva empresa de taxi l'1 de setembre 1975 a Lilla, s'instal·la a continuació a Maubeuge, després a Tourcoing i finalment a Douai.
L'any 1989, és elegit a la Cambra d'oficis i de l'artesania del Nord i el 1995, es converteix en president d'aquesta entitat pública, lloc que ocupa fins a la creació de la Cambra d'oficis i de l'artesania de regió del Nord-Pas de Calais l'any 2005. President d'aquest organisme, és a continuació elegit com a president de l'Assemblea permanent de les cambres d'oficis i d'artesania de 2000 a 2016, el més llarg mandat en aquesta plaça, abans de cedir-la a Bernard Stalter. L'any 2016 és president de la Unió de les empreses de proximitat.